# Bacopa hirsuta
Bacopa hirsuta är en grobladsväxtart som först beskrevs av Hassler, och fick sitt nu gällande namn av Descole och Borsini. Bacopa hirsuta ingår i släktet tjockbladssläktet, och familjen grobladsväxter. Inga underarter finns listade i Catalogue of Life.